# Azar Andami
Azar Andami (ur. 1926 w Raszcie, zm. 19 sierpnia 1984 w Teheranie) – irańska lekarka i bakteriolożka.

## Życiorys
Pracowała jako nauczycielka w Ministerstwie Kultury. Studiowała na Uniwersytecie Teherańskim i została doktorem medycyny w 1953 roku. Początkowo specjalizowała się w ginekologii. Przeniosła się do Instytutu Pasteura w Teheranie, a następnie do Paryża, aby studiować bakteriologię. Opublikowała kilka prac naukowych i wynalazła szczepionkę przeciwko cholerze.
Jej nazwiskiem nazwano krater na Wenus – Andami.  